# Pianokonsert
Pianokonsert, Konsert för piano och orkester, är ett oftast relativt omfångsrikt verk för virtuos pianosolist och symfoniorkester. Många tonsättare har komponerat pianokonserter. Till de allra mest kända hör pianokonserter av Mozart, Beethoven, Schumann, Brahms, Tjajkovskij, Grieg, Rachmaninov, Prokofjev, Sjostakovitj, Villa-Lobos, Chopin och Bartók
Bland de svenska pianokonserterna bör Wilhelm Stenhammars nämnas.
En klassisk pianokonsert består traditionellt sett av tre satser, snabb-långsam-snabb, där den första satsen brukar ha sonatform med två expositioner (en för solisten och en för orkestern) och den sista är ofta ett rondo. Klassisk konsert brukade innehålla en improviserad kadens för solistens bravuruppvisning. Vissa berömda improviserade kadenser har senare blivit nerskrivna och återanvänds. En konsert från senare perioder, till exempel från romantiken kan sakna orkesterns exposition, och gärna framhäva virtuositet och bravur (consert brillant). Formen kan också bli friare, även liknande en ensatsig tondikt.
Ett konserttillfälle då en pianist är den ende musikern kan också kallas för en pianokonsert - eller, kanske hellre, pianoafton. Dylika konserter med endast en solist kallas numera efter engelskan ibland även för recitaler. (På samma sätt har till exempel ordet orgelkonsert flera betydelser).